# Polkagrisoxalis
Polkagrisoxalis (Oxalis versicolor) är en harsyreväxtart som beskrevs av Carl von Linné. Polkagrisoxalis ingår i släktet oxalisar, och familjen harsyreväxter. Inga underarter finns listade i Catalogue of Life.